# Summa (stolica tytularna)
Summa (łac. Diocesis Summensis) – stolica historycznej diecezji w Cesarstwie rzymskim w prowincji Numidia zlikwidowana w VII w. podczas ekspansji islamskiej. Współczesne miasto Dżamila w północnej Algierii. Obecnie katolickie biskupstwo tytularne.

## Biskupi tytularni
| Lp. | Biskup                         | Funkcja                                    | Od               | Do               |
| --- | ------------------------------ | ------------------------------------------ | ---------------- | ---------------- |
| 1   | Terence Cooke                  | biskup pomocniczy Nowego Jorku (USA)       | 15 września 1965 | 2 marca 1968     |
| 2   | Daniel Liston                  | emerytowany biskup Port Louis (Mauritius)  | 23 kwietnia 1968 | 7 grudnia 1970   |
| 3   | James Steven Rausch            | biskup pomocniczy Saint Cloud (USA)        | 5 marca 1973     | 17 stycznia 1977 |
| 4   | Robert Mulvee                  | biskup pomocniczy Manchesteru (USA)        | 15 lutego 1977   | 19 lutego 1985   |
| 5   | Desmond Williams               | biskup pomocniczy Dublina (Irlandia)       | 14 marca 1985    | 24 lutego 2006   |
| 6   | Óscar Armando Campos Contreras | biskup pomocniczy Antequery (Meksyk)       | 23 maja 2006     | 2 lutego 2010    |
| 7   | Vicente Bokalic Iglic          | biskup pomocniczy Buenos Aires (Argentyna) | 15 marca 2010    | 23 grudnia 2013  |
| 8   | Alejandro Daniel Giorgi        | biskup pomocniczy Buenos Aires (Argentyna) | 14 lutego 2014   |                  |